# Comusia ruficornis
Comusia ruficornis là một loài bọ cánh cứng trong họ Cerambycidae.